# مارمگس‌های چهارگوش‌سر
مارمگس‌های چهارگوش‌سر (نام علمی: Inocelliidae) نام یک تیره از راسته مارمگس است.